# Tulisaari (ö i Södra Savolax, Nyslott, lat 62,16, long 28,19)
Tulisaari är en halvö i Finland. Den ligger i sjön Haukivesi och i kommunen Rantasalmi i den ekonomiska regionen  Nyslotts ekonomiska region  och landskapet Södra Savolax, i den sydöstra delen av landet, 280 km nordost om huvudstaden Helsingfors.